# The Album (album DJ Dado)
The Album – debiutancki album studyjny włoskiego producenta muzycznego, didżeja Dado. Krążek został wydany drugiego lipca 1996 roku i zawiera czternaście utworów.

## Lista utworów
| Nr  | Tytuł                             | Długość |
| --- | --------------------------------- | ------- |
| 1.  | Metropolis                        | 2:07    |
| 2.  | The Legend Of Babel               | 3:59    |
| 3.  | X-Files                           | 3:57    |
| 4.  | Dreaming                          | 4:04    |
| 5.  | Mission Impossible Theme          | 4:14    |
| 6.  | Temple Of Fire                    | 4:05    |
| 7.  | Solar Wind                        | 4:15    |
| 8.  | Dreamscape                        | 4:18    |
| 9.  | Broke Your Heart                  | 4:06    |
| 10. | Twin Peaks Theme                  | 4:19    |
| 11. | Desert Of Sadness                 | 3:40    |
| 12. | Floreal World                     | 4:05    |
| 13. | Once Upon A Time In America Theme | 3:45    |
| 14. | The End Of Journey                | 2:10    |